# Telégrafo elétrico

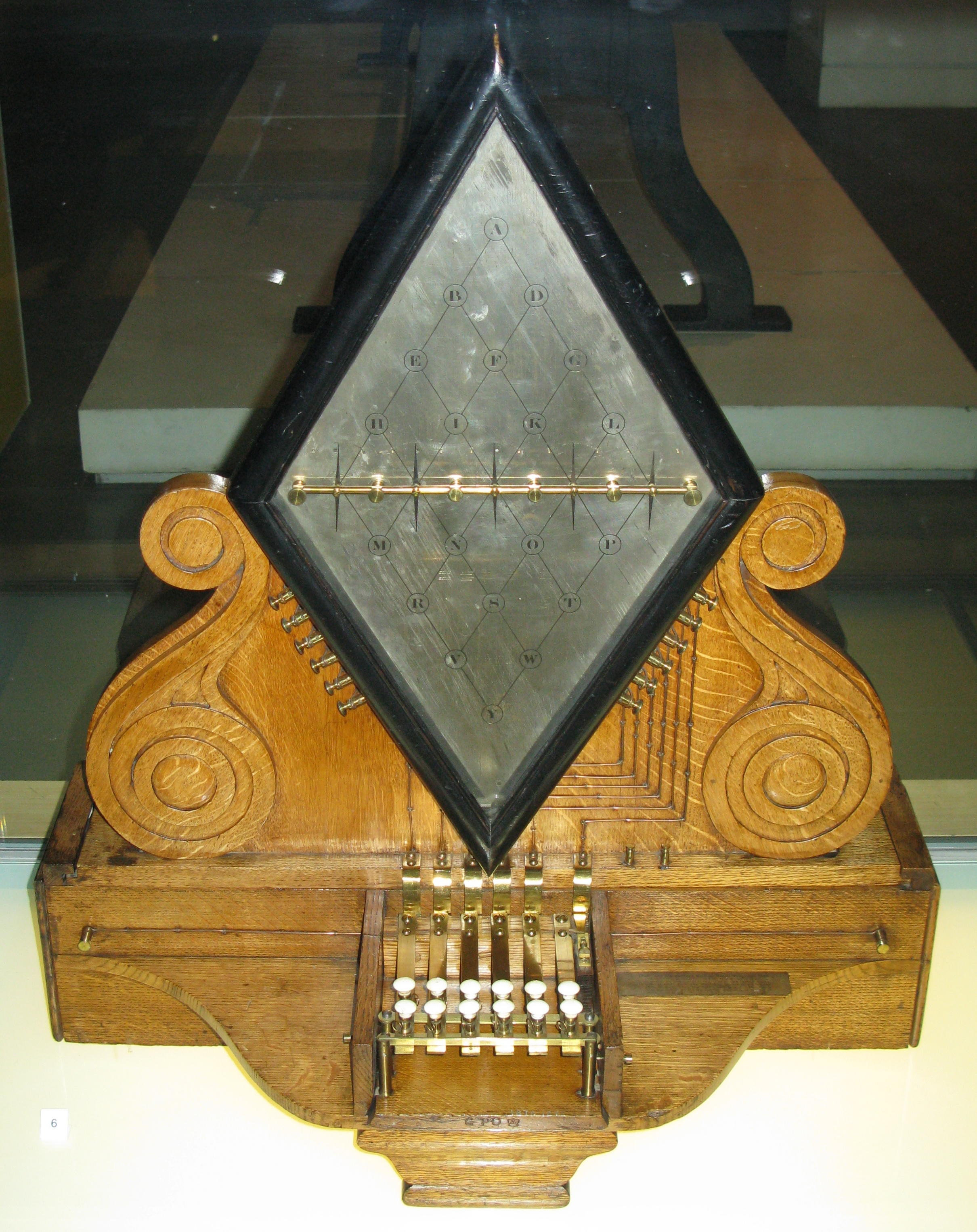
Telégrafo de cinco agulhas de Cooke e Wheatstone, de 1837.

Os telégrafos elétricos eram sistemas de mensagens de texto ponto a ponto, usados principalmente da década de 1840 até o final do século XX. Foi o primeiro sistema de telecomunicações elétricas e o mais amplamente utilizado de uma série de sistemas de mensagens iniciais chamados de telegrafia, que foram criados para comunicar mensagens de texto mais rapidamente do que o transporte físico. A telegrafia elétrica pode ser considerada o primeiro exemplo de engenharia elétrica.

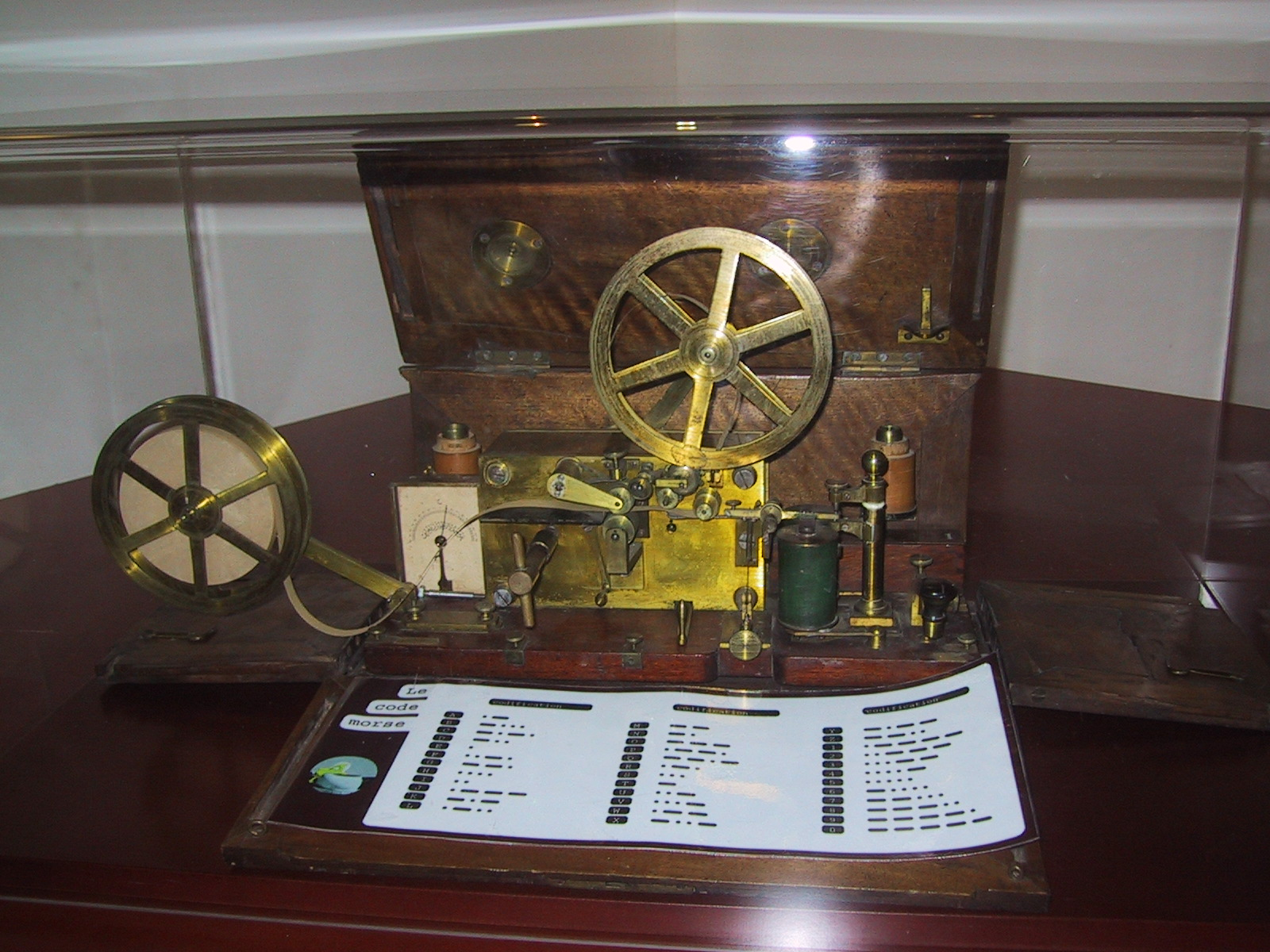
Telégrafo Morse.

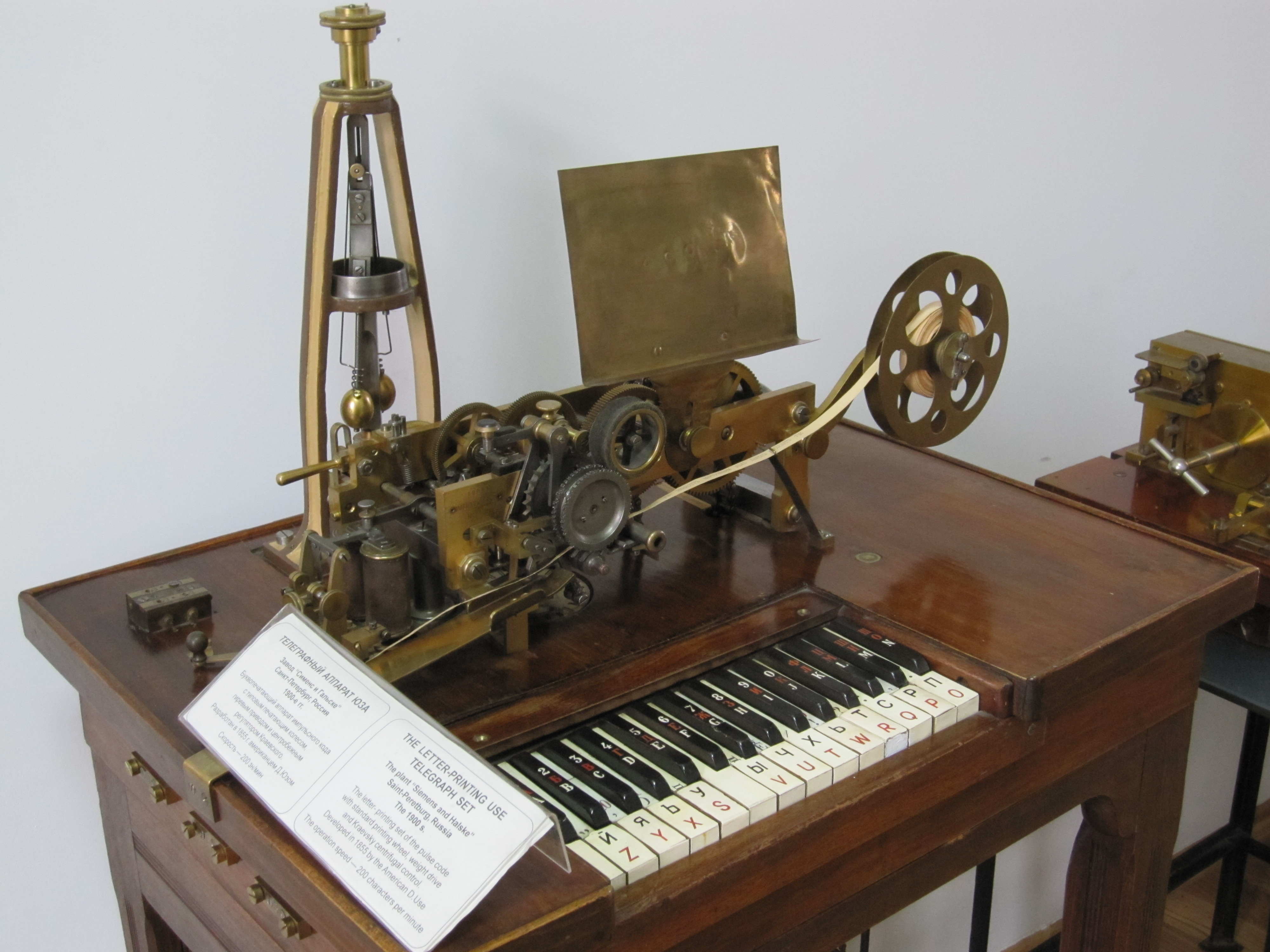
Telégrafo Hughes, um telégrafo de impressão antigo (1855) construída pela Siemens e Halske.

A telegrafia de texto consistia em duas ou mais estações separadas geograficamente. Elas eram conectadas por fios, geralmente apoiados em postes suspensos. Muitos sistemas de telégrafo elétrico diferentes foram inventados, mas os que se difundiram se encaixam em duas categorias amplas. A primeira categoria consiste em telégrafos de agulha nos quais um ponteiro de agulha é movido eletromagneticamente com uma corrente elétrica enviada pela linha telegráfica. Os primeiros sistemas usavam várias agulhas que exigiam vários fios. O primeiro sistema comercial e o telégrafo de agulha mais amplamente usado foi o telégrafo de Cooke e Wheatstone, inventado em 1837. A segunda categoria consiste em sistemas de armadura nos quais a corrente ativa uma sirene de telégrafo que faz um clique. O arquétipo dessa categoria foi o sistema Morse, inventado por Samuel Morse em 1838. Em 1865, o sistema Morse tornou-se o padrão para comunicação internacional usando um código modificado desenvolvido para as ferrovias alemãs.
Os telégrafos elétricos foram usados pelas empresas ferroviárias emergentes para desenvolver sistemas de controle de trens, minimizando as chances de os trens colidirem uns com os outros. Esse sistema foi construído em torno do sistema de blocos de sinalização, com caixas de sinalização ao longo da linha se comunicando com as caixas vizinhas por meio do som telegráfico de campainhas de um só toque e instrumentos telegráficos de agulha de três posições.
Na década de 1840, o telégrafo elétrico substituiu os sistemas de telégrafo óptico, tornando-se a maneira padrão de enviar mensagens urgentes. Na segunda metade do século, a maioria das nações desenvolvidas havia criado redes telegráficas comerciais com estações telegráficas locais na maioria das cidades e vilas, permitindo que o público enviasse mensagens chamadas "telegramas endereçados" a qualquer pessoa no país, mediante o pagamento de uma taxa.
A partir de 1850, os cabos telegráficos submarinos permitiram a primeira comunicação rápida entre continentes. As redes de telégrafo elétrico permitiram que as pessoas e o comércio transmitissem mensagens através dos continentes e oceanos quase instantaneamente, com impactos sociais e econômicos generalizados. Em 1894, o telégrafo elétrico levou à invenção da telegrafia sem fio por Guglielmo Marconi, o primeiro meio de telecomunicação por ondas de rádio.
No início do século XX, a telegrafia manual foi lentamente substituída por redes de teletipos. O aumento do uso do telefone levou a telegrafia a alguns usos especializados. O uso pelo público em geral era feito principalmente por telegramas de saudação em ocasiões especiais. O surgimento da internet e o uso do e-mail na década de 1990 acabaram com as redes de telegrafia.

## Histórico

### Precursores
Antes do telégrafo elétrico, eram usados sistemas visuais, incluindo faróis, sinais de fumaça, sinalização com bandeiras e telégrafos ópticos para comunicação em distâncias terrestres.
Um antecessor auditivo foram os tambores falantes da África Ocidental. No século XIX, os bateristas iorubás usavam tambores falantes para imitar a linguagem tonal humana para comunicar mensagens complexas - geralmente relacionadas a notícias de nascimento, cerimônias e conflitos militares - a distâncias de 4 a 5 milhas.

### Trabalhos iniciais

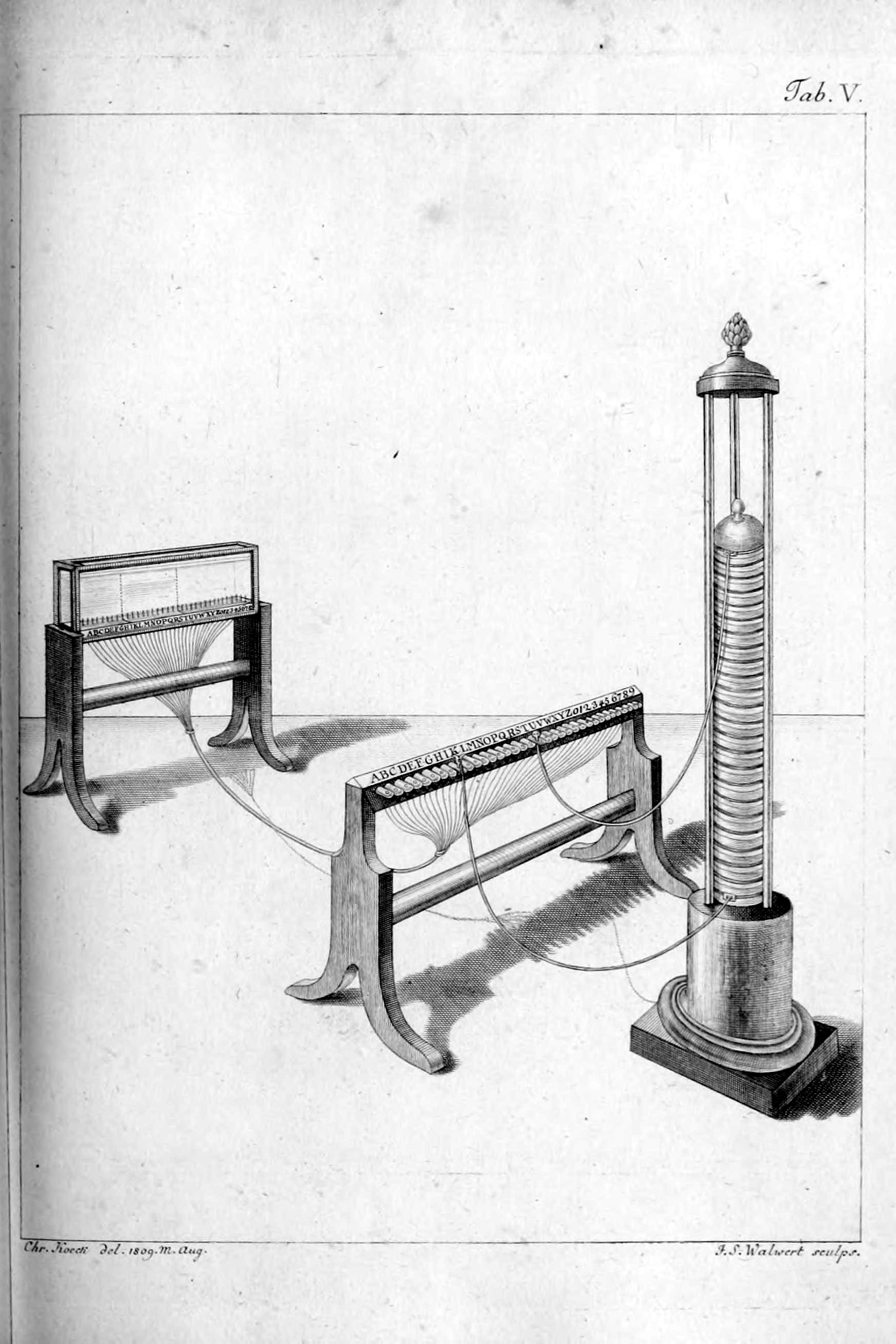
Telégrafo elétrico de Sömmering em 1809.

Desde os primeiros estudos sobre eletricidade, sabia-se que os fenômenos elétricos viajavam com grande velocidade, e muitos experimentadores trabalharam na aplicação da eletricidade em comunicações à distância. Todos os efeitos conhecidos da eletricidade - como faíscas, atração eletrostática, mudanças químicas, choques elétricos e, mais tarde, eletromagnetismo - foram aplicados aos problemas de detecção de transmissões controladas de eletricidade a várias distâncias.
Em 1753, um escritor anônimo da Scots Magazine sugeriu um telégrafo eletrostático. Usando um fio para cada letra do alfabeto, uma mensagem poderia ser transmitida conectando os terminais dos fios a uma máquina eletrostática e observando a deflexão de piteiras com bolas na extremidade mais distante. O autor nunca foi de fato identificado, mas a carta foi assinada C.M. e postada de Renfrew, o que levou à sugestão de um Charles Marshall de Renfrew. Os telégrafos que empregavam atração eletrostática foram a base dos primeiros experimentos em telegrafia elétrica na Europa, mas foram abandonados por serem impraticáveis e nunca foram desenvolvidos em um sistema de comunicação útil.
Em 1774, Georges-Louis Le Sage criou um telégrafo elétrico inicial. O telégrafo tinha um fio separado para cada uma das 26 letras do alfabeto e seu alcance era apenas entre dois cômodos de sua casa.
Em 1800, Alessandro Volta inventou a pilha voltaica, fornecendo uma corrente contínua de eletricidade para experimentos. Isso se tornou uma fonte de corrente de baixa voltagem que poderia ser usada para produzir efeitos mais distintos e que era muito menos limitada do que a descarga momentânea de uma máquina eletrostática, que, junto com os frascos de Leyden, eram as únicas fontes de eletricidade feitas pelo homem conhecidas anteriormente.
Outro experimento muito antigo em telegrafia elétrica foi um "telégrafo eletroquímico" criado pelo médico, anatomista e inventor alemão Samuel Thomas von Sömmering em 1809, com base em um projeto anterior de 1804 do polímata e cientista espanhol Francisco Salva Campillo. Ambos os projetos empregavam vários fios (até 35) para representar quase todas as letras e números latinos. Assim, as mensagens podiam ser transmitidas eletricamente por até alguns quilômetros (no projeto de von Sömmering), com cada um dos fios do receptor telegráfico imerso em um tubo de vidro separado com ácido. Uma corrente elétrica era aplicada sequencialmente pelo remetente por meio dos vários fios que representavam cada letra de uma mensagem. Na extremidade do destinatário, as correntes eletrolisavam o ácido nos tubos em sequência, liberando fluxos de bolhas de hidrogênio ao lado de cada letra ou número associado. O operador do receptor do telégrafo observava as bolhas e podia, então, registrar a mensagem transmitida. Isso contrasta com os telégrafos posteriores que usavam um único fio (com retorno à terra).
Hans Christian Ørsted descobriu em 1820 que uma corrente elétrica produz um campo magnético que desvia a agulha de uma bússola. No mesmo ano, Johann Schweigger inventou o galvanômetro, com uma bobina de fio em torno de uma bússola, que poderia ser usado como um indicador sensível para uma corrente elétrica. Também naquele ano, André-Marie Ampère sugeriu que a telegrafia poderia ser obtida colocando-se pequenos ímãs sob as extremidades de um conjunto de fios; um par de fios para cada letra do alfabeto. Aparentemente, ele não tinha conhecimento da invenção de Schweigger na época, o que teria tornado seu sistema muito mais sensível. Em 1825, Peter Barlow experimentou a ideia de Ampère, mas só conseguiu fazê-la funcionar dentro de 61 m e a declarou impraticável. Em 1830, William Ritchie aprimorou o projeto de Ampère, colocando as agulhas magnéticas dentro de uma bobina de fio conectada a cada par de condutores. Ele fez uma demonstração bem-sucedida, mostrando a viabilidade do telégrafo eletromagnético, mas somente em uma sala de aula.
Em 1825, William Sturgeon inventou o eletroímã, com um único enrolamento de fio não isolado em um pedaço de ferro envernizado, o que aumentou a força magnética produzida pela corrente elétrica. Joseph Henry o aprimorou em 1828, colocando vários enrolamentos de fio isolado ao redor da barra, criando um eletroímã muito mais potente que poderia operar um telégrafo por meio da alta resistência de fios telegráficos longos. Durante seu mandato na The Albany Academy, de 1826 a 1832, Henry demonstrou pela primeira vez,em 1831, a teoria do "telégrafo magnético" tocando uma campainha através de 1,6 km de fio amarrado ao redor da sala.
Em 1835, Joseph Henry e Edward Davy inventaram independentemente o relé elétrico de imersão em mercúrio, no qual uma agulha magnética é imersa em um pote de mercúrio quando uma corrente elétrica passa pela bobina ao redor. Em 1837, Davy inventou o relé automotivo, muito mais prático, que se tornou o relé preferido nos sistemas de telégrafo e um componente essencial para renovar periodicamente os sinais fracos. Davy demonstrou seu sistema telegráfico no Regent's Park em 1837 e recebeu uma patente em 4 de julho de 1838. Davy também inventou um telégrafo de impressão que usava a corrente elétrica do sinal telegráfico para marcar uma fita de chita infundida com iodeto de potássio e hipoclorito de cálcio.

### Primeiros sistemas funcionais

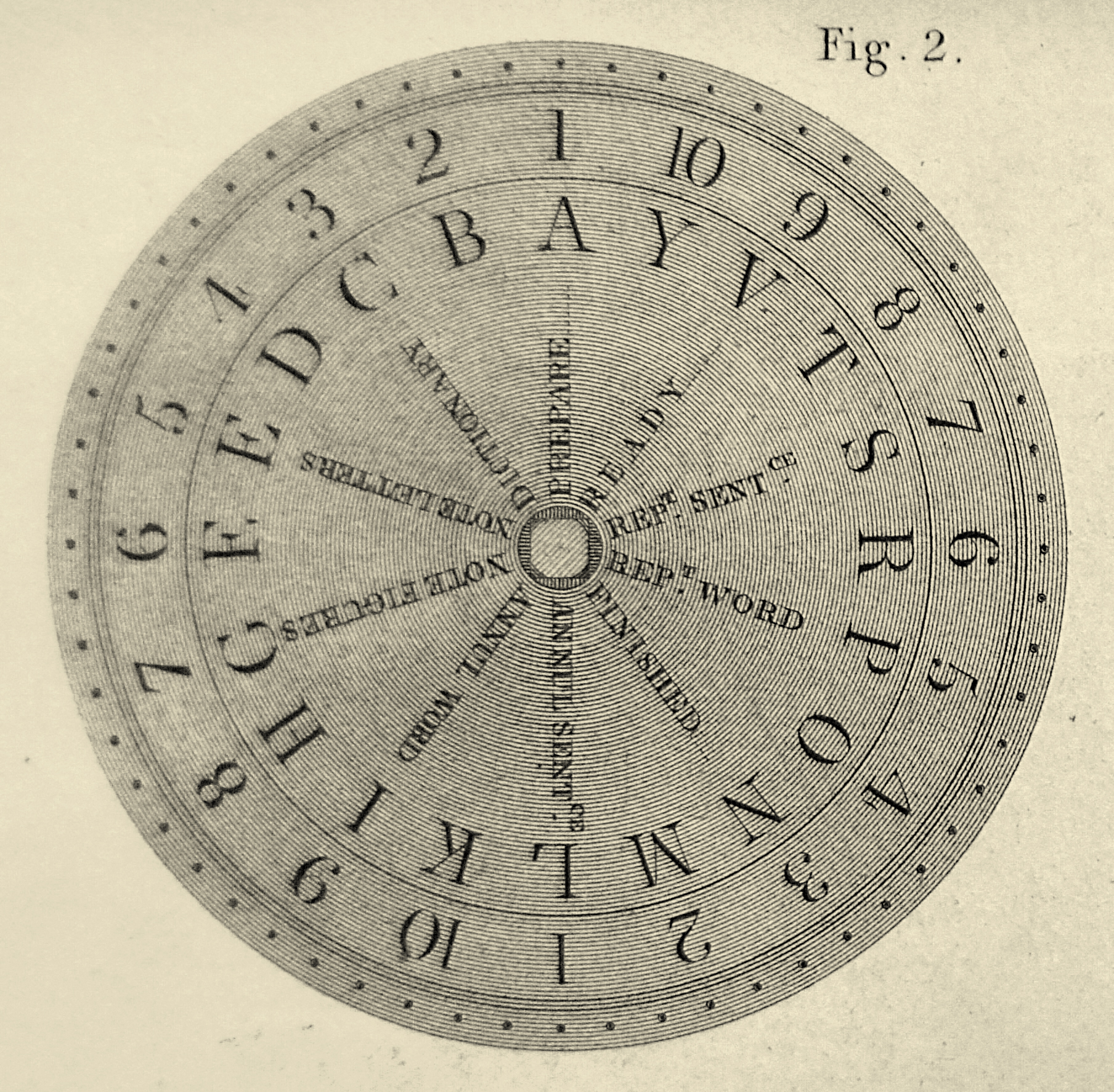
Mostrador alfanumérico giratório criado por Francis Ronalds como parte de seu telégrafo elétrico (1816).

O primeiro telégrafo funcional foi construído pelo inventor inglês Francis Ronalds em 1816 e usava eletricidade estática. Em sua casa da família em Hammersmith Mall, ele instalou um sistema subterrâneo completo em uma trincheira de 160 m de comprimento, bem como um telégrafo suspenso de 13 km de comprimento. As linhas eram conectadas em ambas as extremidades a mostradores giratórios marcados com as letras do alfabeto e os impulsos elétricos enviados ao longo do fio eram usados para transmitir mensagens. Ao oferecer sua invenção ao Almirantado em julho de 1816, ela foi rejeitada por ser "totalmente desnecessária". Seu relato do esquema e das possibilidades de comunicação global rápida em Descriptions of an Electrical Telegraph and of some other Electrical Apparatus foi a primeira obra sobre telegrafia elétrica e até descreveu o risco de retardamento do sinal devido à indução. Elementos do projeto de Ronalds foram utilizados na comercialização subsequente do telégrafo mais de 20 anos depois.

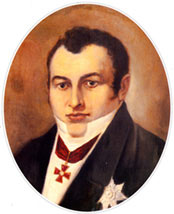
Pavel Schilling, um dos pioneiros da telegrafia elétrica.

O telégrafo Schilling, inventado pelo Barão Schilling von Canstatt em 1832, foi um dos primeiros telégrafos de agulha. Ele tinha um dispositivo de transmissão que consistia em um teclado com 16 teclas em preto e branco, que serviam para comutar a corrente elétrica. O instrumento receptor consistia em seis galvanômetros com agulhas magnéticas, suspensos por fios de seda. As duas estações do telégrafo de Schilling eram conectadas por oito fios; seis eram conectados aos galvanômetros, um servia para a corrente de retorno e um para uma campainha de sinalização. Quando, na estação inicial, o operador pressionava uma tecla, o ponteiro correspondente era desviado na estação receptora. Diferentes posições de bandeiras pretas e brancas em diferentes discos produziam combinações que correspondiam a letras ou números. Posteriormente, Pavel Schilling aprimorou seu aparelho reduzindo o número de fios de conexão de oito para dois.
Em 21 de outubro de 1832, Schilling conseguiu uma transmissão de sinais de curta distância entre dois telégrafos em cômodos diferentes de seu apartamento. Em 1836, o governo britânico tentou comprar o projeto, mas Schilling aceitou as propostas de Nicolau I da Rússia. O telégrafo de Schilling foi testado em um cabo experimental subterrâneo e subaquático de 5 km de comprimento, instalado ao redor do prédio do Almirantado principal em São Petersburgo e foi aprovado para um telégrafo entre o palácio imperial em Peterhof e a base naval em Kronstadt. No entanto, o projeto foi cancelado após a morte de Schilling em 1837. Schilling também foi um dos primeiros a colocar em prática a ideia do sistema binário de transmissão de sinais. Seu trabalho foi retomado e desenvolvido por Moritz von Jacobi, que inventou o equipamento telegráfico usado pelo czar Alexandre III para conectar o palácio imperial em Tsarskoye Selo e a base naval de Kronstadt.
Em 1833, Carl Friedrich Gauss, juntamente com o professor de física Wilhelm Weber, em Göttingen, instalou um fio de 1.200 metros de comprimento sobre os telhados da cidade. Gauss combinou o multiplicador de Poggendorff-Schweigger com seu magnetômetro para construir um dispositivo mais sensível, o galvanômetro. Para mudar a direção da corrente elétrica, ele construiu seu próprio comutador. Como resultado, ele conseguiu fazer com que a agulha distante se movesse na direção definida pelo comutador na outra extremidade da linha.

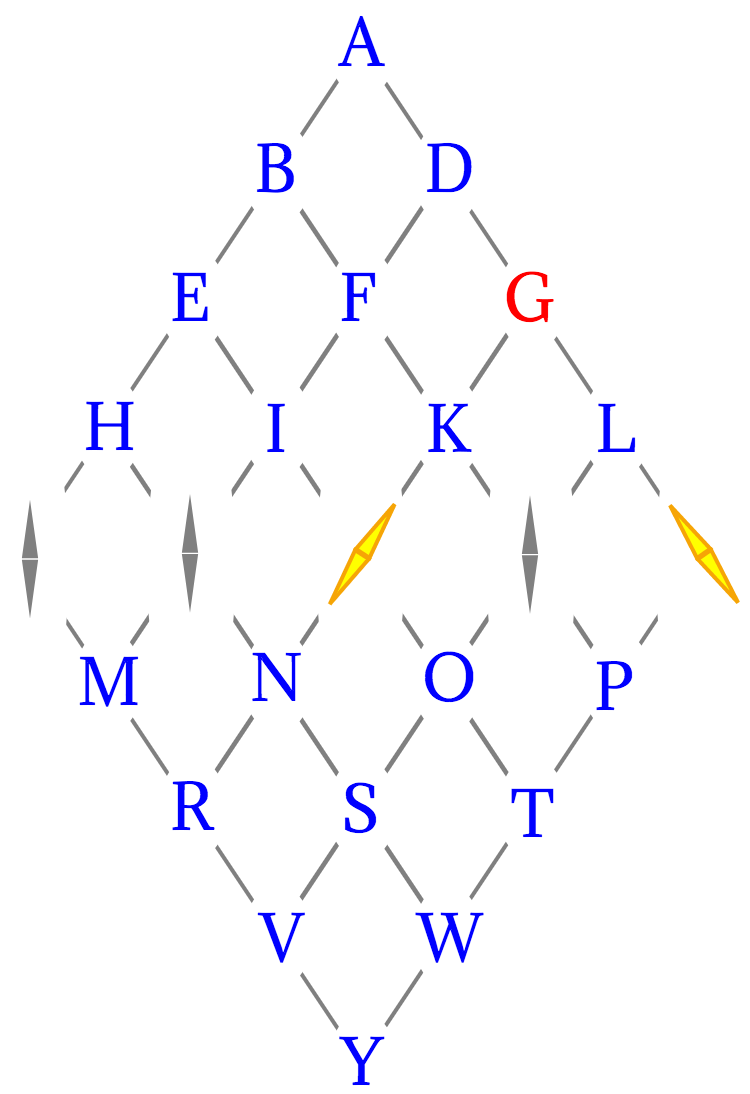
Diagrama do alfabeto usado em um telégrafo Cooke e Wheatstone de 5 agulhas, indicando a letra G.

No início, Gauss e Weber usaram o telégrafo para coordenar o tempo, mas logo desenvolveram outros sinais e, por fim, seu próprio alfabeto. O alfabeto foi codificado em um código binário que era transmitido por pulsos de tensão positivos ou negativos gerados por meio da movimentação de uma bobina de indução para cima e para baixo sobre um ímã permanente e da conexão da bobina com os fios de transmissão por meio do comutador. A página do caderno de laboratório de Gauss que contém seu código e a primeira mensagem transmitida, bem como uma réplica do telégrafo feita na década de 1850 sob as instruções de Weber, são mantidas na faculdade de física da Universidade de Göttingen, na Alemanha.
Gauss estava convencido de que essa comunicação seria útil para as cidades de seu reino. Mais tarde, no mesmo ano, em vez de uma pilha voltaica, Gauss usou um pulso de indução, o que lhe permitiu transmitir sete letras por minuto em vez de duas. Os inventores e a universidade não tinham fundos para desenvolver o telégrafo por conta própria, mas receberam financiamento de Alexander von Humboldt. Carl August Steinheil, em Munique, conseguiu construir uma rede de telégrafo dentro da cidade entre 1835 e 1836. Em 1838, Steinheil instalou um telégrafo ao longo da linha ferroviária Nuremberg - Fürth, construída em 1835 como a primeira ferrovia alemã, que foi o primeiro telégrafo de retorno terrestre colocado em operação.
Em 1837, William Fothergill Cooke e Charles Wheatstone desenvolveram em conjunto um sistema de telégrafo que usava várias agulhas em uma placa que podia ser movida para apontar para as letras do alfabeto. Qualquer número de agulhas poderia ser usado, dependendo do número de caracteres necessários para codificar. Em maio de 1837, eles patentearam seu sistema. A patente recomendava cinco agulhas, que codificavam vinte das 26 letras do alfabeto.

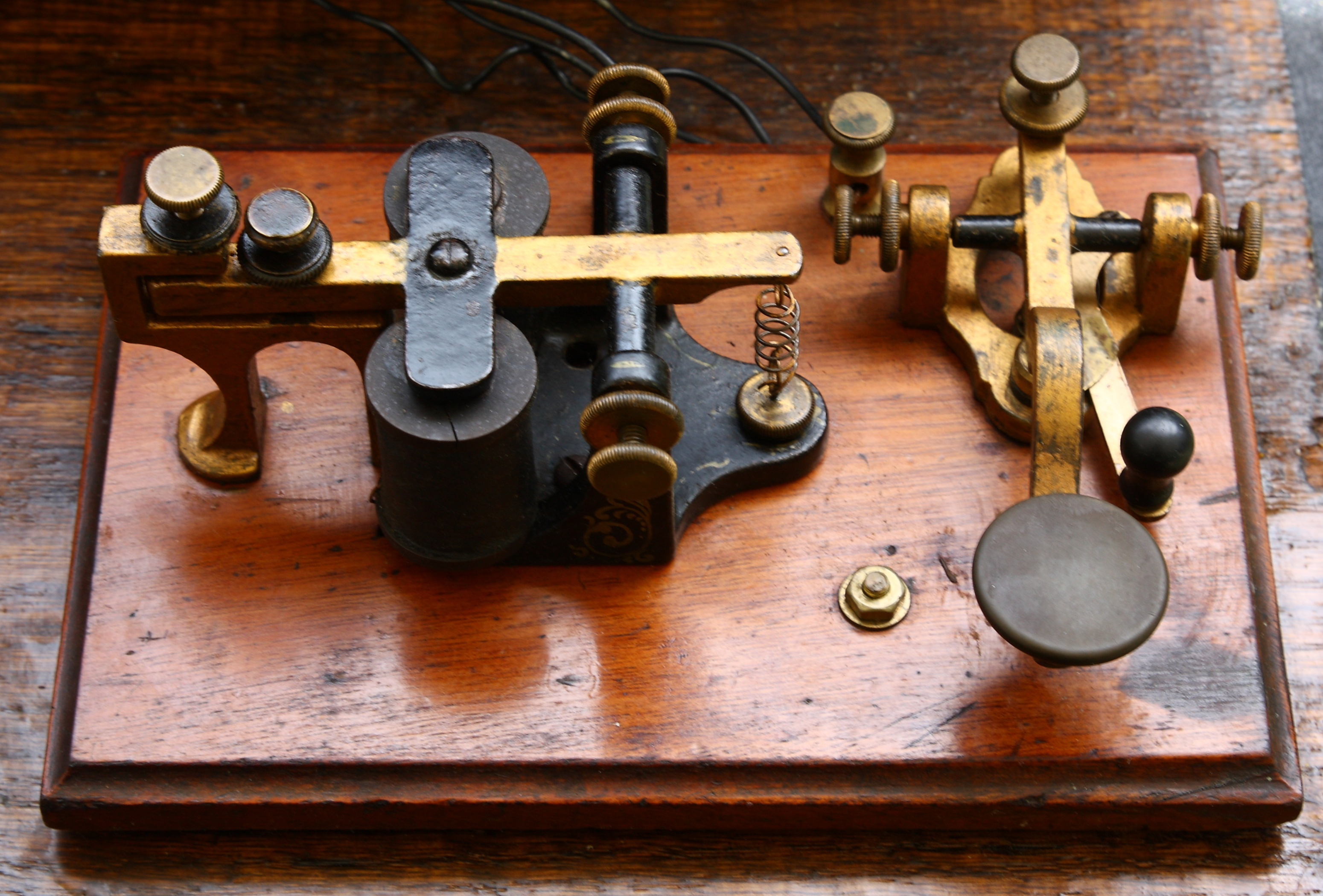
Chave Morse e sonorizador.

Samuel Morse desenvolveu e patenteou de forma independente um telégrafo elétrico de gravação em 1837. O assistente de Morse, Alfred Vail, desenvolveu um instrumento que foi chamado de "registro" para gravar as mensagens recebidas. Ele gravava pontos e traços em uma fita de papel móvel por meio de uma caneta que era operada por um eletroímã. Morse e Vail desenvolveram o alfabeto de sinalização do código Morse. O primeiro telegrama nos Estados Unidos foi enviado por Morse em 11 de janeiro de 1838, através de 3 km de fio na Speedwell Ironworks, perto de Morristown, Nova Jersey, embora somente mais tarde, em 1844, ele tenha enviado a mensagem "WHAT HATH GOD WROUGHT" ("O QUE DEUS FEZ") ao longo de 71 km do Capitólio em Washington até o antigo Mt. Clare Depot em Baltimore.

## Telégrafo comercial

### Sistema Cooke e Wheatstone

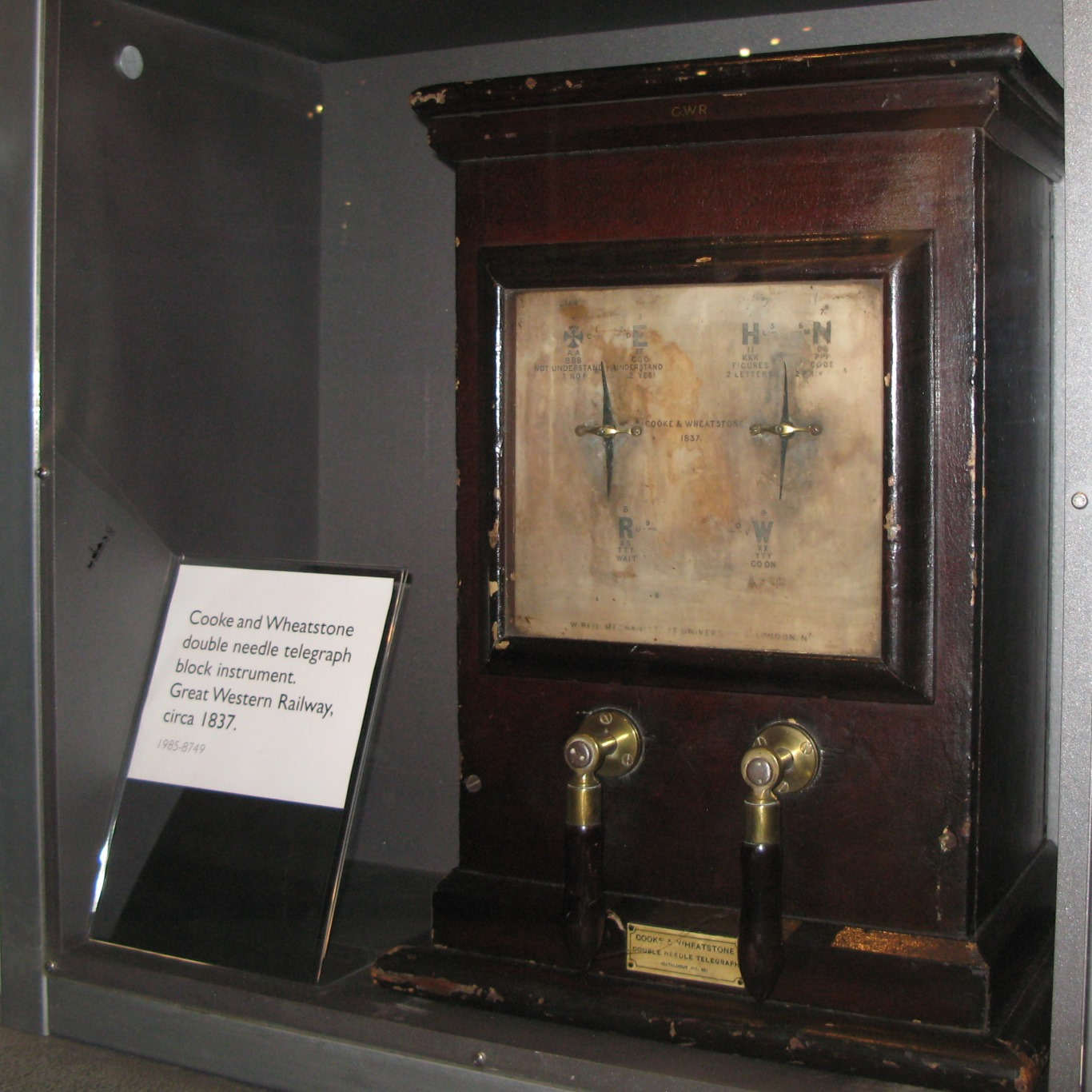
Instrumento telegráfico de agulha dupla Cooke e Wheatstone da GWR.

O primeiro telégrafo elétrico comercial foi o sistema Cooke e Wheatstone. Um sistema de demonstração de quatro agulhas foi instalado na seção de Euston a Camden Town da London and Birmingham Railway de Robert Stephenson em 1837 para sinalizar o transporte de locomotivas por corda e foi rejeitado em favor de apitos pneumáticos. Cooke e Wheatstone tiveram seu primeiro sucesso comercial com um sistema instalado na Great Western Railway ao longo de 21 km da estação de Paddington a West Drayton em 1838. Esse sistema era de cinco agulhas e seis fios. Uma das principais vantagens desse sistema era que ele exibia a carta que estava sendo enviada, de modo que os operadores não precisavam aprender um código. Esse sistema sofria com falhas no isolamento dos cabos subterrâneos. Quando a linha foi estendida até Slough em 1843, o telégrafo foi convertido em um sistema de uma agulha e dois fios com fios não isolados em postes. O custo de instalação dos fios era, em última análise, mais significativo do ponto de vista econômico do que o custo de treinamento dos operadores. O telégrafo de uma agulha foi muito bem-sucedido nas ferrovias britânicas, e 15.000 aparelhos ainda estavam em uso no final do século XIX. Alguns permaneceram em serviço na década de 1930. A Electric Telegraph Company, a primeira empresa pública de telegrafia do mundo, foi formada em 1845 pelo financista John Lewis Ricardo e Cooke.

### Telégrafo Wheatstone ABC

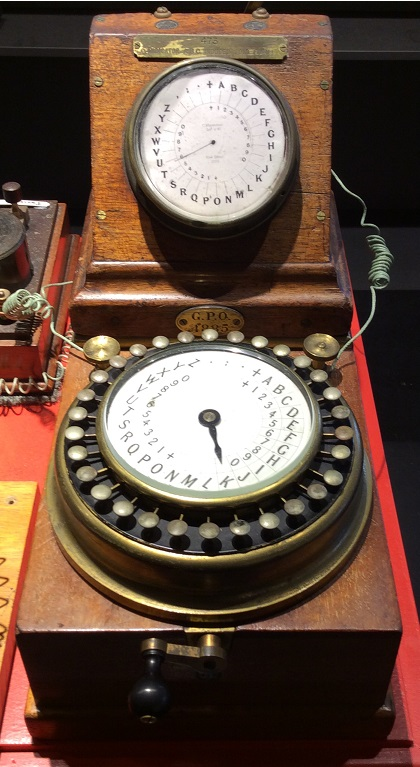
Um telégrafo Wheatstone ABC movido a magneto com o mostrador "comunicador" horizontal, o mostrador "indicador" inclinado e a manivela do magneto que gerava o sinal elétrico.

Wheatstone desenvolveu um sistema alfabético prático em 1840 chamado de sistema ABC, usado principalmente em linhas particulares. Esse sistema consistia em um "comunicador" na extremidade de envio e um "indicador" na extremidade de recepção. O comunicador consistia em um mostrador circular com um ponteiro e as 26 letras do alfabeto (e quatro sinais de pontuação) ao redor de sua circunferência. Contra cada letra havia uma tecla que podia ser pressionada. Uma transmissão começava com os ponteiros dos mostradores em ambas as extremidades ajustados na posição inicial. O operador de transmissão pressionava então a tecla correspondente à letra a ser transmitida. Na base do comunicador havia um magneto acionado por uma alavanca na frente. Esse magneto era girado para aplicar uma tensão alternada à linha. Cada meio ciclo da corrente avançava os ponteiros em ambas as extremidades em uma posição. Quando o ponteiro atingia a posição da tecla pressionada, ele parava e o magneto era desconectado da linha. O ponteiro do comunicador era orientado para o mecanismo do magneto. O ponteiro do indicador era movido por um eletroímã polarizado cuja armadura era acoplada a ele por meio de um escape. Assim, a tensão alternada da linha movia o ponteiro do indicador para a posição da tecla pressionada no comunicador. Ao pressionar outra tecla, o ponteiro e a tecla anterior eram liberados e o magneto era reconectado à linha. Essas máquinas eram muito robustas e simples de operar e permaneceram em uso na Grã-Bretanha até o início do século XX.

### Sistema Morse

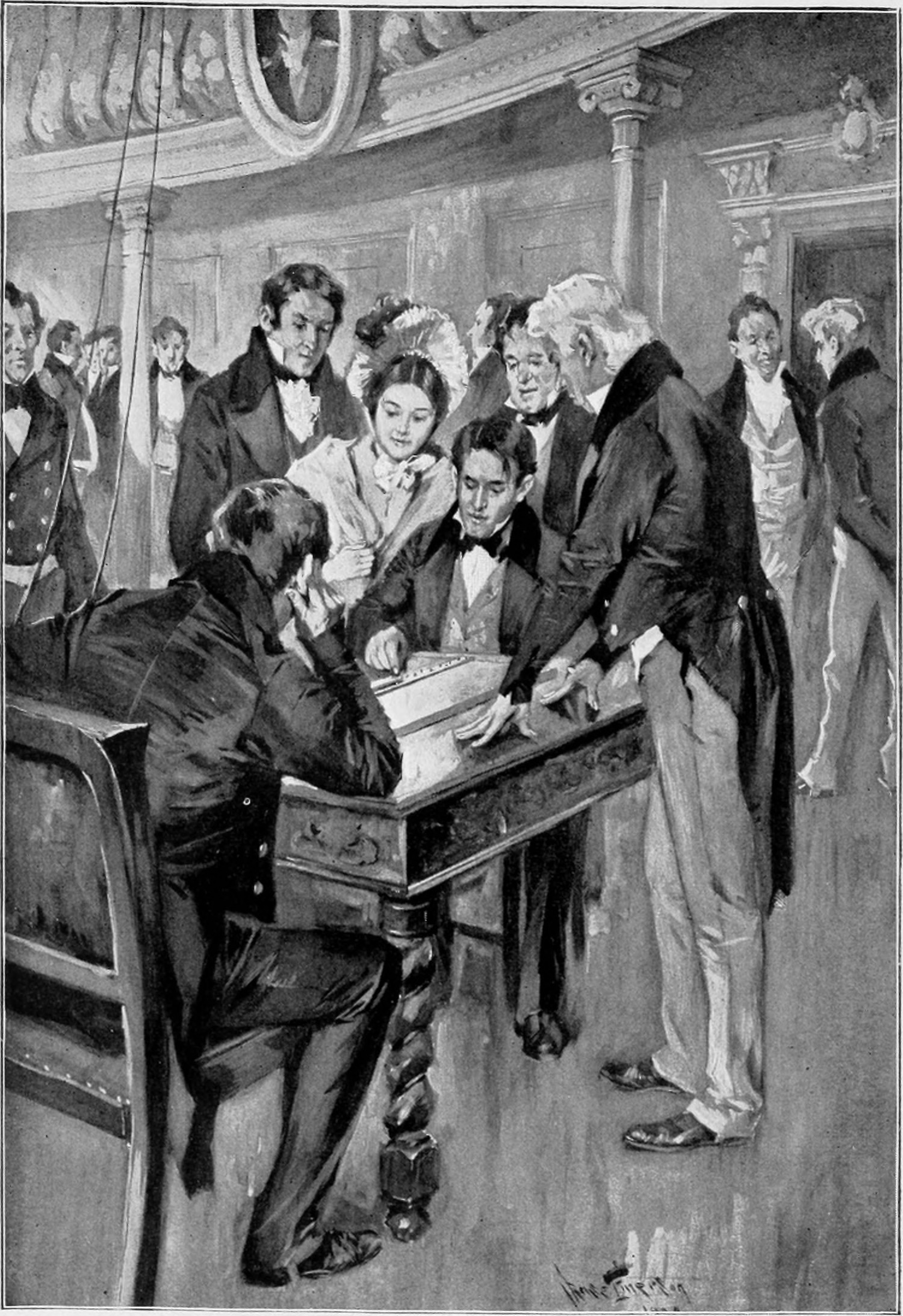
Ilustração de 1900 do professor Morse enviando a primeira mensagem de longa distância - "WHAT HATH GOD WROUGHT" ("O QUE DEUS FEZ") - em 24 de maio de 1844.

O sistema Morse usa um único fio entre postos. Na estação de envio, um operador toca em um interruptor chamado chave telegráfica, soletrando mensagens de texto em código Morse. Originalmente, a armadura tinha a finalidade de fazer marcas em uma fita de papel, mas os operadores aprenderam a interpretar os cliques e era mais eficiente escrever a mensagem diretamente.
Em 1851, em uma conferência em Viena, os países da União Telegráfica Alemã-Austríaca (que incluía muitos países da Europa Central) adotaram o telégrafo Morse como sistema para comunicações internacionais. O código Morse internacional adotado foi consideravelmente modificado em relação ao código Morse americano original e foi baseado em um código usado nas ferrovias de Hamburgo (Friedrich Clemens Gerke, 1848). Um código comum foi uma etapa necessária para permitir a conexão telegráfica direta entre os países. Com códigos diferentes, eram necessários operadores adicionais para traduzir e retransmitir a mensagem. Em 1865, uma conferência em Paris adotou o código de Gerke como o Código Morse Internacional. No entanto, os Estados Unidos continuaram a usar o código Morse americano internamente por algum tempo e, portanto, as mensagens internacionais exigiam retransmissão em ambas as direções.
Nos Estados Unidos, o telégrafo Morse/Vail foi rapidamente implantado nas duas décadas seguintes à primeira demonstração em 1844. O telégrafo terrestre conectou a costa oeste do continente à costa leste em 24 de outubro de 1861, pondo fim ao Pony Express.

### Sistema Foy-Breguet

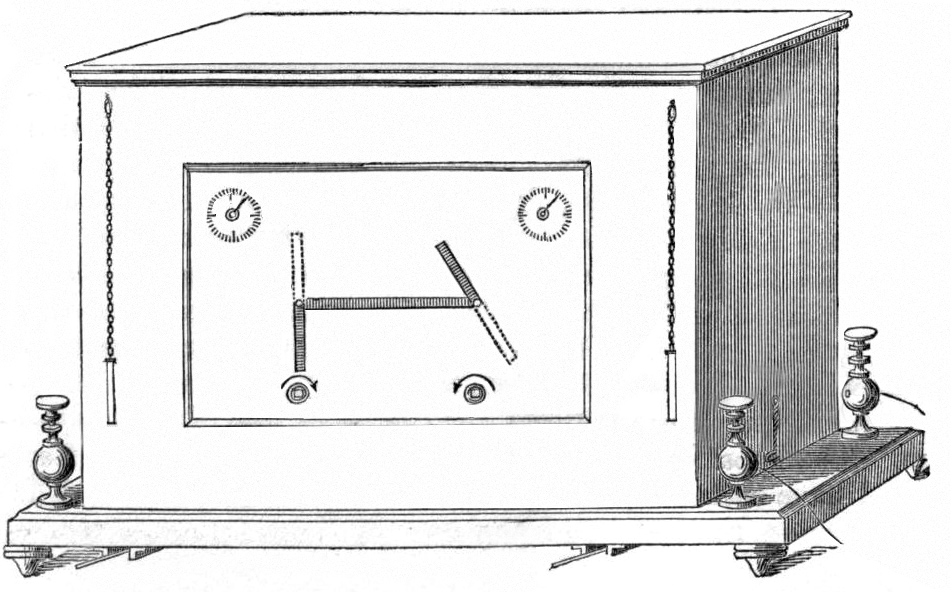
Telégrafo Foy-Breguet exibindo a letra "Q".

A França demorou a adotar o telégrafo elétrico devido ao extenso sistema de telégrafo óptico construído durante a era napoleônica. Havia também uma séria preocupação de que um telégrafo elétrico pudesse ser rapidamente colocado fora de ação por sabotadores inimigos, algo muito mais difícil de acontecer com os telégrafos ópticos, que não tinham hardware exposto entre as estações. O telégrafo Foy-Breguet acabou sendo adotado. Esse era um sistema de duas agulhas que usava dois fios de sinal, mas era exibido de uma forma diferente dos outros telégrafos de agulha. As agulhas faziam símbolos semelhantes aos símbolos do sistema óptico Chappe, tornando-o mais familiar para os operadores de telégrafo. O sistema óptico foi desativado a partir de 1846, mas não completamente até 1855. Naquele ano, o sistema Foy-Breguet foi substituído pelo sistema Morse.

### Expansão
Assim como a rápida expansão do uso dos telégrafos ao longo das ferrovias, eles logo se espalharam pelo campo da comunicação de massa, com os instrumentos sendo instalados nos correios. A era da comunicação pessoal em massa havia começado. A construção de redes de telégrafos era cara, mas o financiamento estava prontamente disponível, especialmente pelos banqueiros de Londres. Em 1852, os sistemas nacionais estavam em operação nos principais países:
| País           | Companhia ou sistema                                             | Quilômetros de fios | ref    |
| -------------- | ---------------------------------------------------------------- | ------------------- | ------ |
| Estados Unidos | 20 companhias                                                    | 37.000 km           | [ 59 ] |
| Reino Unido    | Electric Telegraph Company, Magnetic Telegraph Company, e outras | 3.500 km            | [ 60 ] |
| Prússia        | Sistema Siemens                                                  | 2.300 km            |        |
| Áustria        | Sistema Siemens                                                  | 1.600 km            |        |
| Canadá         |                                                                  | 1.400 km            |        |
| França         | Dominantes os sistemas ópticos                                   | 1.100 km            |        |

A New York and Mississippi Valley Printing Telegraph Company, por exemplo, foi criada em 1852 em Rochester, Nova York, e acabou se tornando a Western Union Telegraph Company. Embora muitos países tivessem redes telegráficas, não havia interconexão mundial. A mensagem pelo correio ainda era o principal meio de comunicação com países fora da Europa.
| Uma carta enviada pelo correio de Londres levou | Uma carta enviada pelo correio de Londres levou |
| dias                                            | para chegar em                                  |
| ----------------------------------------------- | ----------------------------------------------- |
| 12                                              | Nova York nos Estados Unidos                    |
| 13                                              | Alexandria, no Egito                            |
| 19                                              | Constantinopla na Turquia otomana               |
| 33                                              | Bombaim na Índia (costa oeste da Índia)         |
| 44                                              | Calcutá em Bengala (costa leste da Índia)       |
| 45                                              | Singapura                                       |
| 57                                              | Shanghai na China                               |
| 73                                              | Sydney na Austrália                             |

A telegrafia foi introduzida na Ásia Central na década de 1870.

### Melhorias telegráficas

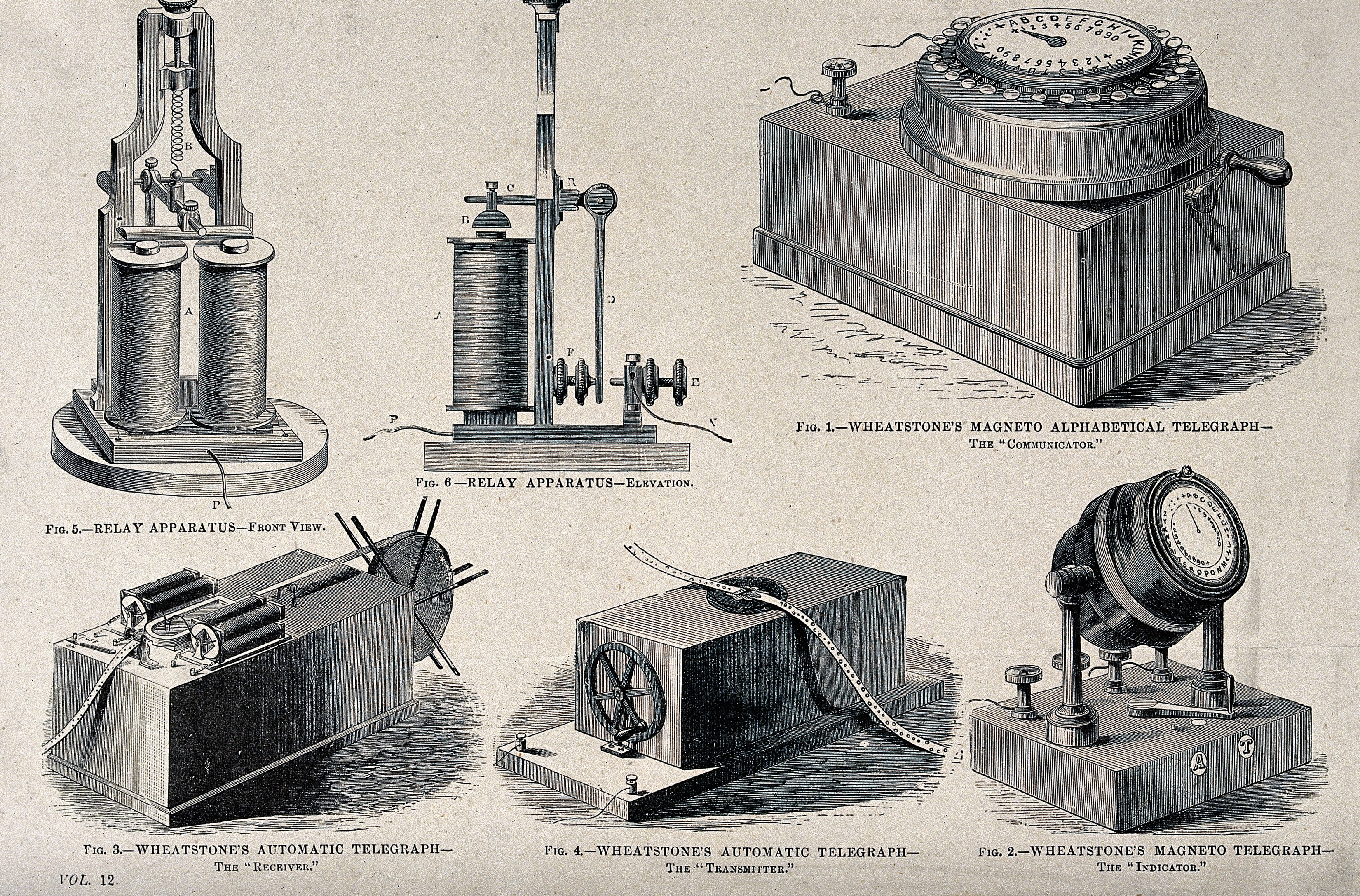
Equipamento de rede telegráfica automatizada Wheatstone.

Um objetivo contínuo da telegrafia era reduzir o custo por mensagem, diminuindo o trabalho manual ou aumentando a taxa de envio. Foram feitos muitos experimentos com ponteiros móveis e várias codificações elétricas. Entretanto, a maioria dos sistemas era muito complicada e pouco confiável. Um expediente bem-sucedido para reduzir o custo por mensagem foi o desenvolvimento do estilo de telegrama.
O primeiro sistema que não exigia a operação de técnicos especializados foi o sistema ABC de Charles Wheatstone em 1840, no qual as letras do alfabeto eram dispostas em torno de um mostrador de relógio, e o sinal fazia com que uma agulha indicasse a letra. Esse sistema inicial exigia que o receptor estivesse presente em tempo real para registrar a mensagem e atingia velocidades de até 15 palavras por minuto.
Em 1846, Alexander Bain patenteou um telégrafo químico em Edimburgo. A corrente de sinal movia uma caneta de ferro através de uma fita de papel móvel embebida em uma mistura de nitrato de amônio e ferrocianeto de potássio, decompondo o produto químico e produzindo marcas azuis legíveis em código Morse. A velocidade do telégrafo de impressão era de 16 palavras e meia por minuto, mas as mensagens ainda precisavam ser traduzidas para o inglês por copistas ao vivo. A telegrafia química chegou ao fim nos EUA em 1851, quando o grupo Morse derrotou a patente de Bain no Tribunal Distrital dos EUA.
Por um breve período, começando com a linha Nova York-Boston em 1848, algumas redes de telégrafo começaram a empregar operadores de som, que eram treinados para entender o código Morse por via auditiva. Gradualmente, o uso de operadores de som eliminou a necessidade de os receptores de telégrafo incluírem registro e fita. Em vez disso, o instrumento receptor foi transformado em um "sonorizador", um eletroímã que era energizado por uma corrente e atraía uma pequena alavanca de ferro. Quando a chave de som era aberta ou fechada, a alavanca do sonorizador batia em uma bigorna. O operador Morse distinguia um ponto e um traço pelo intervalo curto ou longo entre os dois cliques. A mensagem era então escrita à mão.
Royal Earl House desenvolveu e patenteou um sistema telegráfico de impressão de letras em 1846, que empregava um teclado alfabético para o transmissor e imprimia automaticamente as letras em papel no receptor, e seguiu com uma versão movida a vapor em 1852. Os defensores da telegrafia impressa diziam que ela eliminaria os erros dos operadores Morse. A máquina House foi usada nas quatro principais linhas telegráficas americanas em 1852. A velocidade dessa máquina foi anunciada como 2600 palavras por hora.

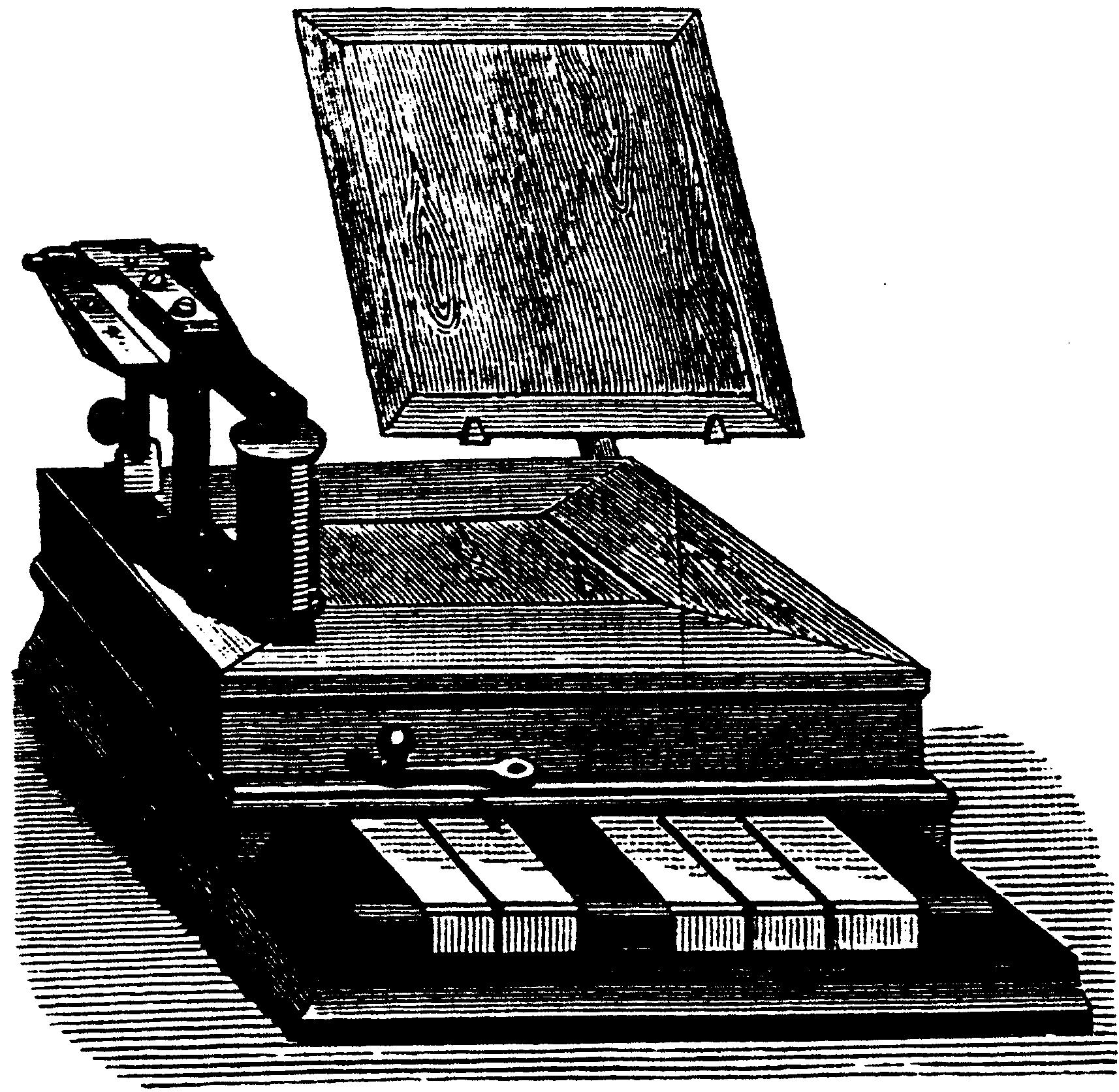
Um teclado Baudot, 1884.

David Edward Hughes inventou o telégrafo de impressão em 1855, que usava um teclado de 26 teclas para o alfabeto e uma roda de tipos giratória que determinava a letra que estava sendo transmitida pelo tempo decorrido desde a transmissão anterior. O sistema permitia o registro automático na extremidade receptora. O sistema era muito estável e preciso e foi aceito em todo o mundo.
O próximo aprimoramento foi o código Baudot de 1874. O engenheiro francês Émile Baudot patenteou um telégrafo de impressão no qual os sinais eram traduzidos automaticamente em caracteres tipográficos. Cada caractere recebia um código de cinco bits, interpretado mecanicamente a partir do estado de cinco chaves liga/desliga. Os operadores precisavam manter um ritmo constante, e a velocidade normal de operação era de 30 palavras por minuto.
A essa altura, a recepção já havia sido automatizada, mas a velocidade e a precisão da transmissão ainda estavam limitadas à habilidade do operador humano. O primeiro sistema automatizado prático foi patenteado por Charles Wheatstone. A mensagem (em código Morse) era digitada em um pedaço de fita perfurada usando um dispositivo semelhante a um teclado Stick Punch. O transmissor passava a fita automaticamente e transmitia a mensagem na velocidade excepcionalmente alta da época, de 70 palavras por minuto.

#### Teletipo

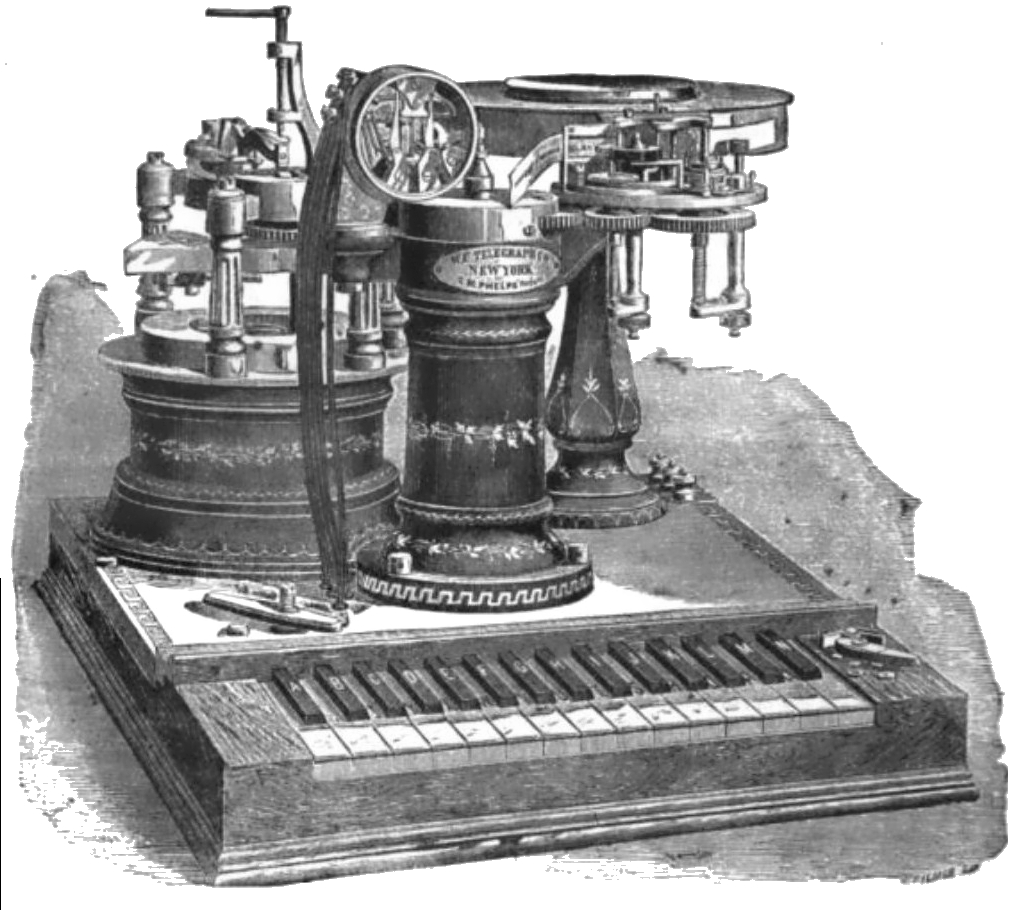
Telégrafo de impressão com motor elétrico de Phelps de aproximadamente 1880, o último e mais avançado mecanismo de telegrafia projetado por George May Phelps.

Um dos primeiros teletipos bem-sucedidos foi inventado por Frederick G. Creed. Em Glasgow, ele criou seu primeiro perfurador de teclado, que usava ar comprimido para fazer os furos. Ele também criou um reperfurador (perfurador de recepção) e uma impressora. O reperfurador perfurava os sinais Morse recebidos em uma fita de papel e a impressora decodificava essa fita para produzir caracteres alfanuméricos em papel comum. Essa foi a origem do Creed High Speed Automatic Printing System (Sistema de Impressão Automática de Alta Velocidade de Creed), que podia operar a uma velocidade sem precedentes de 200 palavras por minuto. Seu sistema foi adotado pelo Daily Mail para a transmissão diária do conteúdo do jornal.

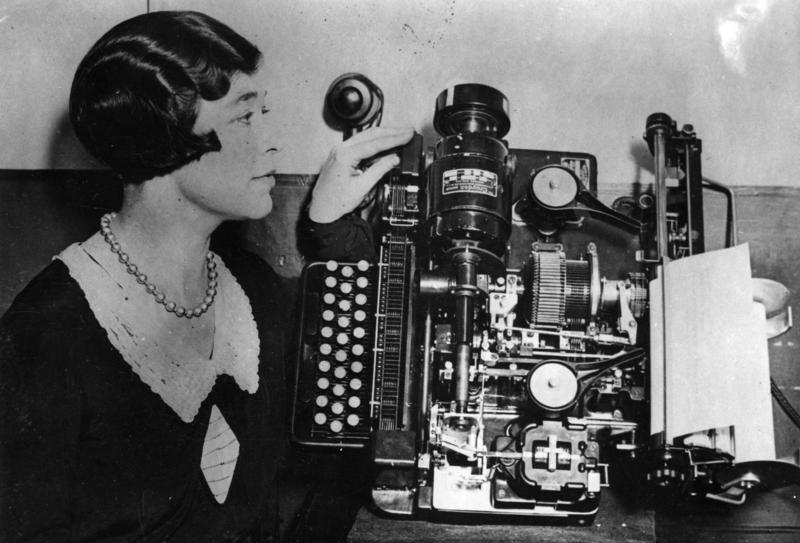
Um teletipo Creed modelo 7 em 1930.

Com a invenção do teletipo, a codificação telegráfica tornou-se totalmente automatizada. As primeiras máquinas de teletipo usavam o código ITA-1 Baudot, um código de cinco bits. Esse código produzia apenas trinta e dois códigos e, por isso, foi superdefinido em dois "turnos", "letras" e "algarismos". Um código de deslocamento explícito e não compartilhado precedia cada conjunto de letras e números. Em 1901, o código de Baudot foi modificado por Donald Murray.

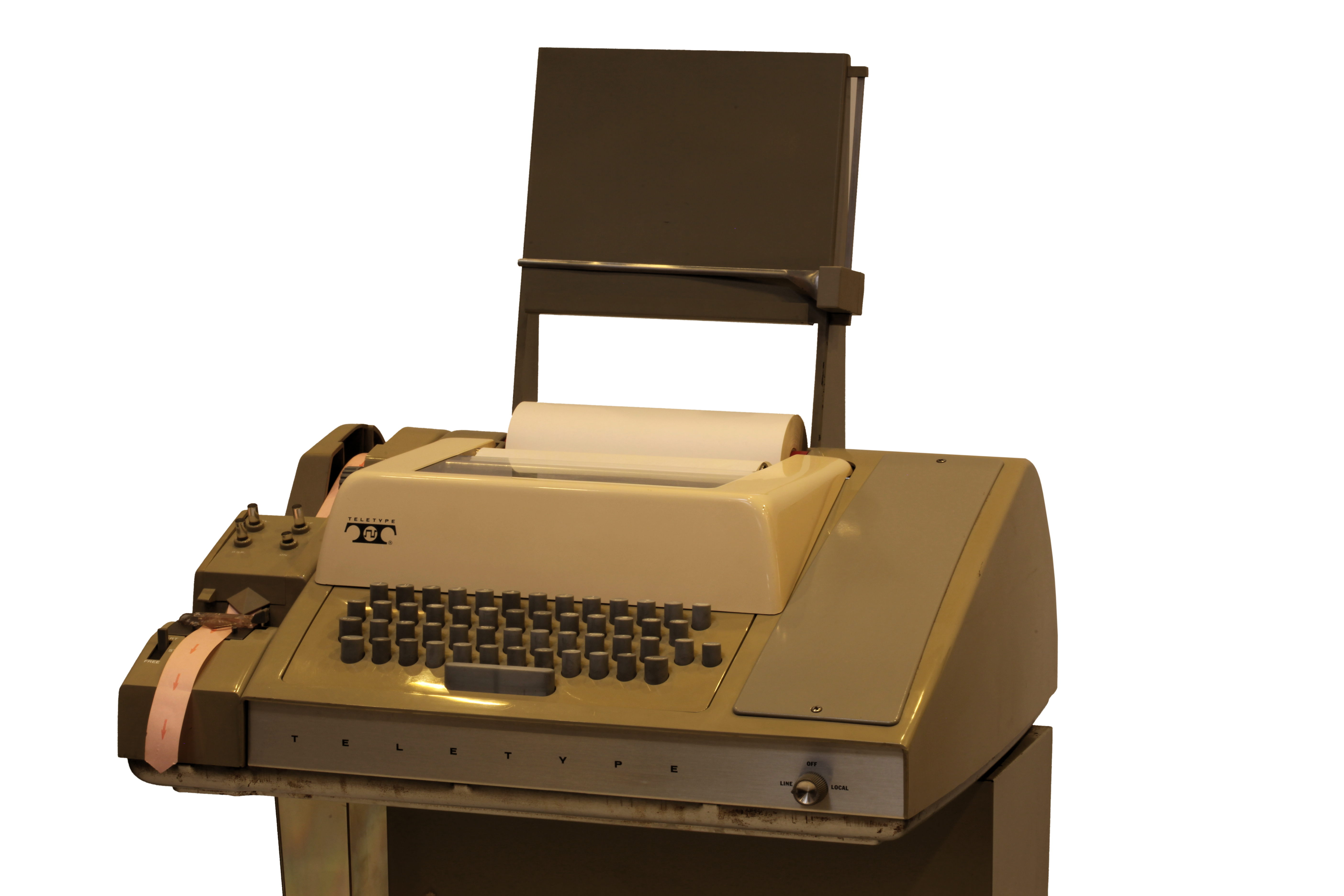
Teletype modelo 33 ASR (envio e recebimento automáticos).

Na década de 1930, os teletipos foram produzidos pela Teletype nos EUA, pela Creed na Grã-Bretanha e pela Siemens na Alemanha.
Em 1935, o roteamento de mensagens era a última grande barreira para a automação total. Os grandes fornecedores de telegrafia começaram a desenvolver sistemas que usavam discagem rotativa semelhante à do telefone para conectar as máquinas teletipo. Esses sistemas resultantes foram chamados de "Telex" (TELegraph EXchange). As máquinas telex primeiro realizavam discagem por pulso no estilo de telefone rotativo para comutação de circuitos e, em seguida, enviavam dados por ITA2. Esse roteamento telex "tipo A" automatizava funcionalmente o roteamento de mensagens.
A primeira rede telex de ampla cobertura foi implementada na Alemanha durante a década de 1930 como uma rede usada para comunicação dentro do governo.
À taxa de 45,45 (±0,5%) baud - considerada rápida na época - até 25 canais de telex podiam compartilhar um único canal telefônico de longa distância usando a multiplexação de telegrafia de frequência de voz, tornando o telex o método mais barato de comunicação confiável de longa distância.

#### Telégrafo harmônico
O aspecto mais caro de um sistema de telégrafo era a instalação - a colocação do fio, que geralmente era muito longo. Os custos seriam mais bem cobertos se fosse encontrada uma maneira de enviar mais de uma mensagem por vez por meio de um único fio, aumentando assim a receita por fio. Os primeiros dispositivos incluíam o duplex e o quadruplex, que permitiam, respectivamente, uma ou duas transmissões telegráficas em cada direção. Entretanto, um número ainda maior de canais era desejado nas linhas mais movimentadas. Na segunda metade dos anos 1800, vários inventores trabalharam para criar um método para fazer exatamente isso, incluindo Charles Bourseul, Thomas Edison, Elisha Gray e Alexander Graham Bell.
Uma abordagem era fazer com que ressonadores de várias frequências diferentes atuassem como portadores de um sinal modulado liga-desliga. Esse era o telégrafo harmônico, uma forma de multiplexação por divisão de frequência. Essas várias frequências, chamadas de harmônicas, podiam então ser combinadas em um sinal complexo e enviadas por um único fio. Na extremidade receptora, as frequências seriam separadas por um conjunto correspondente de ressonadores.
Com um conjunto de frequências sendo transportado por um único fio, percebeu-se que a própria voz humana poderia ser transmitida eletricamente pelo fio. Esse esforço levou à invenção do telefone. (Embora o trabalho de empacotar vários sinais de telégrafo em um único fio tenha levado à telefonia, os avanços posteriores empacotariam vários sinais de voz em um único fio aumentando a largura de banda por meio da modulação de frequências muito mais altas do que a audição humana. Por fim, a largura de banda foi ampliada muito mais com o uso de sinais de luz laser enviados por cabos de fibra óptica. A transmissão por fibra óptica pode carregar 25.000 sinais telefônicos simultaneamente em uma única fibra.)

### Cabos telegráficos oceânicos

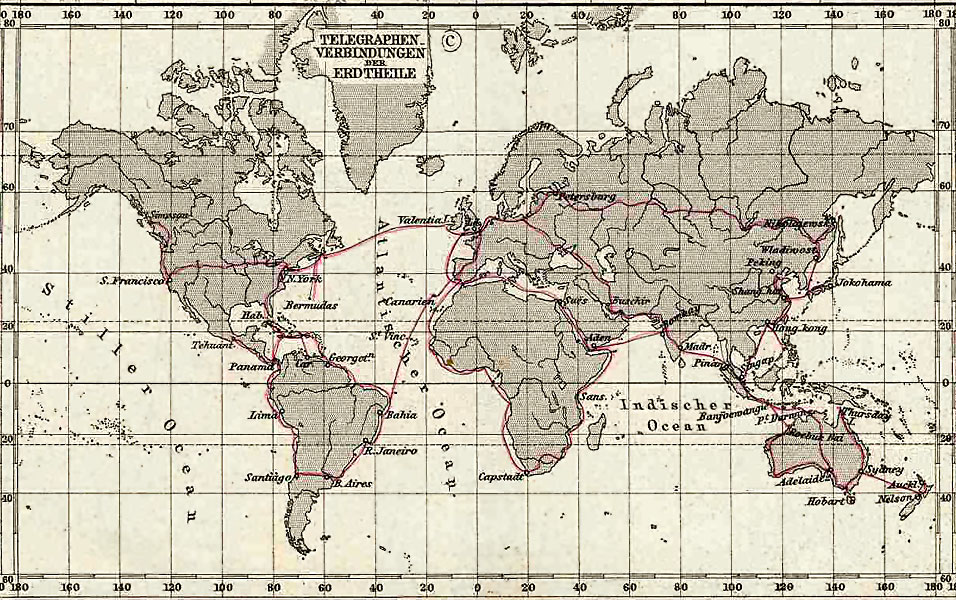
Principais linhas telegráficas em 1891.

Logo após a entrada em operação dos primeiros sistemas telegráficos bem-sucedidos, foi proposta a possibilidade de transmitir mensagens pelo mar por meio de cabos de comunicação submarinos. Um dos principais desafios técnicos era isolar suficientemente o cabo submarino para evitar que a corrente elétrica vazasse para a água. Em 1842, o cirurgião escocês William Montgomerie introduziu a guta-percha, a seiva adesiva da árvore Palaquium gutta, na Europa. Michael Faraday e Wheatstone logo descobriram a guta-percha como isolante e, em 1845, o último sugeriu que ela fosse empregada para cobrir o fio que estava sendo proposto para ser instalado de Dover a Calais. A guta-percha foi usada como isolante em um fio colocado através do Reno entre Deutz e Colônia. Em 1849, C. V. Walker, eletricista da South Eastern Railway, submergiu um fio de 3,2 km revestido com guta-percha na costa de Folkestone, que foi testado com sucesso.
John Watkins Brett, um engenheiro de Bristol, procurou e obteve permissão de Louis-Philippe em 1847 para estabelecer comunicação telegráfica entre a França e a Inglaterra. O primeiro cabo submarino foi instalado em 1850, conectando os dois países, e foi seguido por conexões com a Irlanda e os Países Baixos.
A Atlantic Telegraph Company foi formada em Londres em 1856 para construir um cabo telegráfico comercial através do Oceano Atlântico. Ele foi concluído com sucesso em 18 de julho de 1866 pelo navio SS Great Eastern, capitaneado por Sir James Anderson, depois de muitos percalços ao longo do caminho. John Pender, um dos homens do Great Eastern, mais tarde fundou várias empresas de telecomunicações, principalmente para instalar cabos entre a Grã-Bretanha e o Sudeste Asiático. Instalações anteriores de cabos submarinos transatlânticos foram tentadas em 1857, 1858 e 1865. O cabo de 1857 só funcionou de forma intermitente por alguns dias ou semanas antes de falhar. O estudo dos cabos telegráficos submarinos acelerou o interesse pela análise matemática de linhas de transmissão muito longas. As linhas telegráficas da Grã-Bretanha para a Índia foram conectadas em 1870. (Essas várias empresas se uniram para formar a Eastern Telegraph Company em 1872). A expedição do HMS Challenger em 1873-1876 mapeou o fundo do oceano para futuros cabos telegráficos submarinos.
A Austrália foi conectada pela primeira vez ao resto do mundo em outubro de 1872 por um cabo telegráfico submarino em Darwin. A instalação do telégrafo através do Pacífico foi concluída em 1902, finalmente circundando o mundo.
Desde a década de 1850 até o início do século XX, os sistemas de cabos submarinos britânicos dominaram o sistema mundial. Isso foi definido como um objetivo estratégico formal, que ficou conhecido como All Red Line ("Linha Vermelha"). Em 1896, havia trinta navios de lançamento de cabos no mundo e vinte e quatro deles eram de propriedade de empresas britânicas. Em 1892, as empresas britânicas possuíam e operavam dois terços dos cabos do mundo e, em 1923, sua participação ainda era de 42,7%.

### Cable and Wireless Company

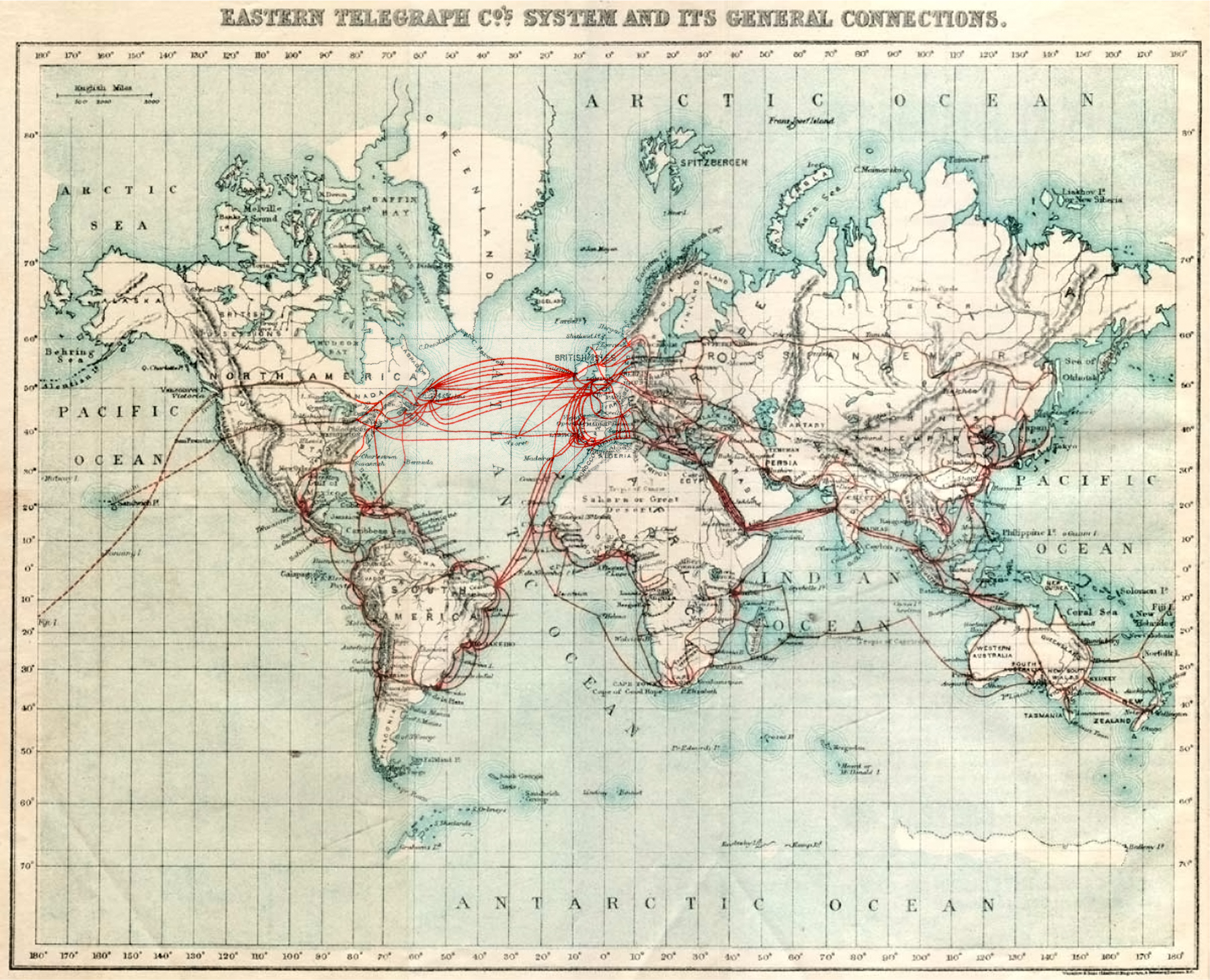
A rede da Eastern Telegraph Company em 1901.

A Cable & Wireless foi uma empresa britânica de telecomunicações que teve suas origens na década de 1860, tendo Sir John Pender como fundador, embora o nome só tenha sido adotado em 1934. Ela foi formada a partir de sucessivas fusões, incluindo:
- Falmouth, Malta, Gibraltar Telegraph Company
- British Indian Submarine Telegraph Company
- Marseilles, Algiers and Malta Telegraph Company
- The Eastern Telegraph Company[86]
- Eastern Extension Australasia and China Telegraph Company
- Eastern and Associated Telegraph Companies[87]

## Telegrafia e longitude
O telégrafo foi muito importante para enviar sinais de tempo para determinar a longitude, proporcionando maior precisão do que a disponível anteriormente. A longitude era medida comparando-se o horário local (por exemplo, o meio-dia local ocorre quando o sol está em seu ponto mais alto acima do horizonte) com o horário absoluto (um horário que é o mesmo para um observador em qualquer lugar da Terra). Se os horários locais de dois lugares diferirem em uma hora, a diferença de longitude entre eles será de 15° (360°/24h). Antes da telegrafia, o tempo absoluto podia ser obtido a partir de eventos astronômicos, como eclipses, ocultações ou distâncias lunares, ou transportando um relógio preciso (um cronômetro) de um local para o outro.
A ideia de usar o telégrafo para transmitir um sinal de tempo para a determinação da longitude foi sugerida por François Arago a Samuel Morse em 1837, e o primeiro teste dessa ideia foi feito pelo capitão Wilkes da Marinha dos Estados Unidos em 1844, sobre a linha de Morse entre Washington e Baltimore. O método logo passou a ser usado na prática para a determinação da longitude, em especial pelo U.S. Coast Survey, e em distâncias cada vez maiores à medida que a rede telegráfica se espalhava pela América do Norte e pelo mundo, e à medida que os desenvolvimentos técnicos melhoravam a precisão e a produtividade.:318–330:98–107
A "rede de longitude telegráfica" logo se tornou mundial. As ligações transatlânticas entre a Europa e a América do Norte foram estabelecidas em 1866 e 1870. A Marinha dos EUA estendeu as observações para as Índias Ocidentais e para as Américas Central e do Sul, com uma ligação transatlântica adicional da América do Sul para Lisboa entre 1874 e 1890. As observações britânicas, russas e norte-americanas criaram uma cadeia da Europa, passando por Suez, Aden, Madras, Singapura, China e Japão, até Vladivostok, depois para São Petersburgo e de volta para a Europa Ocidental.
A Austrália foi conectada a Singapura via Java em 1871 e a rede circundou o globo em 1902 com a conexão da Austrália e da Nova Zelândia ao Canadá via a All Red Line. A dupla determinação de longitudes de leste a oeste e de oeste a leste foi feita em um segundo de arco (1⁄15 segundo de tempo - menos de 30 metros).

## Telegrafia na guerra
A capacidade de enviar telegramas trouxe vantagens para aqueles que estavam conduzindo a guerra. As mensagens secretas eram codificadas, portanto, a interceptação por si só não seria suficiente para que o lado oposto obtivesse uma vantagem. Também havia restrições geográficas para interceptar os cabos telegráficos, o que melhorava a segurança; no entanto, quando a radiotelegrafia foi desenvolvida, a interceptação se tornou muito mais difundida.

### Guerra da Crimeia
A Guerra da Crimeia foi um dos primeiros conflitos a usar telégrafos e foi um dos primeiros a ser documentado extensivamente. Em 1854, o governo de Londres criou um destacamento telegráfico militar para o exército, comandado por um oficial da Royal Engineers. Esse destacamento era composto por vinte e cinco homens do Royal Corps of Sappers & Miners (Corpo Real de Sapadores e Mineiros) treinados pela Electric Telegraph Company para construir e operar o primeiro telégrafo elétrico de campo.
O registro jornalístico da guerra foi feito por William Howard Russell (escrevendo para o jornal The Times) com fotografias de Roger Fenton. As notícias dos correspondentes de guerra mantiveram o público das nações envolvidas na guerra informado sobre os acontecimentos do dia a dia de uma forma que não havia sido possível em nenhuma guerra anterior. Depois que os franceses estenderam o telégrafo até a costa do Mar Negro no final de 1854, as notícias chegaram a Londres em dois dias. Quando os britânicos instalaram um cabo submarino na península da Crimeia, em abril de 1855, as notícias chegaram a Londres em poucas horas. As notícias diárias estimularam a opinião pública, o que derrubou o governo e fez com que Lorde Palmerston se tornasse primeiro-ministro.

### Guerra Civil Americana
Durante a Guerra Civil Americana, o telégrafo provou seu valor como meio de comunicação tático, operacional e estratégico e contribuiu de forma importante para a vitória da União. Em contrapartida, a Confederação não conseguiu fazer uso efetivo da rede telegráfica muito menor do Sul. Antes da guerra, os sistemas telegráficos eram usados principalmente no setor comercial. Os prédios do governo não eram interconectados com linhas telegráficas, mas dependiam de corredores para transportar mensagens de um lado para o outro. Antes da guerra, o governo não via necessidade de conectar linhas dentro dos limites da cidade, mas via utilidade nas conexões entre as cidades. Washington D.C., por ser o centro do governo, tinha o maior número de conexões, mas havia apenas algumas linhas que saíam da cidade para o norte e para o sul. Foi somente durante a Guerra Civil que o governo percebeu o verdadeiro potencial do sistema telegráfico. Logo após o bombardeio de Fort Sumter, o Sul cortou as linhas telegráficas que chegavam a D.C., o que deixou a cidade em pânico, pois temiam uma invasão imediata do Sul.
Em seis meses após o início da guerra, o U.S. Military Telegraph Corps Corpo Telegráfico Militar dos EUU) (USMT) havia instalado aproximadamente 480 km de linhas. Ao final da guerra, eles haviam instalado aproximadamente 24.000 km de linhas e haviam transmitido aproximadamente 6,5 milhões de mensagens. O telégrafo não era importante apenas para a comunicação dentro das forças armadas, mas também no setor civil, ajudando os líderes políticos a manter o controle sobre seus distritos.
Mesmo antes da guerra, a American Telegraph Company censurava informalmente mensagens suspeitas para bloquear a ajuda ao movimento de secessão. Durante a guerra, o Secretário de Guerra Simon Cameron e, posteriormente, Edwin Stanton, queriam ter controle sobre as linhas telegráficas para manter o fluxo de informações. No início da guerra, uma das primeiras ações de Stanton como Secretário de Guerra foi transferir as linhas telegráficas do quartel-general de McClellan para o Departamento de Guerra. O próprio Stanton disse que "[a telegrafia] é meu braço direito". A telegrafia ajudou nas vitórias do Norte, incluindo a Batalha de Antietam (1862), a Batalha de Chickamauga (1863) e a Marcha de Sherman para o Mar (1864).
O sistema de telégrafo ainda tinha suas falhas. O USMT, embora fosse a principal fonte de telegrafistas e cabos, ainda era uma agência civil. A maioria dos operadores era primeiramente contratada pelas empresas de telégrafo e depois contratada pelo Departamento de Guerra. Isso gerava tensão entre os generais e seus operadores. Uma fonte de desavenças era o fato de que os operadores do USMT não precisavam seguir a autoridade militar. Em geral, eles trabalhavam sem hesitação, mas não eram obrigados a fazê-lo. Por isso, Albert Myer criou o U.S. Army Signal Corps (Corpo de Sinais do Exército dos Estados Unidos) em fevereiro de 1863. Como novo chefe do Signal Corps, Myer tentou colocar todos os telégrafos e sinalizadores sob seu comando e, portanto, sujeitos à disciplina militar. Depois de criar o Signal Corps, Myer se esforçou para desenvolver novos sistemas de telégrafo. Enquanto o USMT dependia principalmente de linhas e operadores civis, o novo telégrafo de campo da Signal Corp podia ser implantado e desmontado mais rapidamente do que o sistema do USMT.

### Primeira Guerra Mundial
Durante a Primeira Guerra Mundial, as comunicações telegráficas da Grã-Bretanha foram quase totalmente ininterruptas, enquanto o país conseguiu cortar rapidamente os cabos da Alemanha em todo o mundo. O governo britânico censurou as empresas de cabos telegráficos em um esforço para eliminar a espionagem e restringir as transações financeiras com as nações das Potências Centrais. O acesso britânico aos cabos transatlânticos e sua experiência em quebra de códigos levaram ao incidente do Telegrama Zimmermann, que contribuiu para que os Estados Unidos entrassem na guerra. Apesar da aquisição britânica de colônias alemãs e da expansão para o Oriente Médio, a dívida da guerra fez com que o controle britânico sobre os cabos telegráficos enfraquecesse, enquanto o controle dos Estados Unidos cresceu.

### Segunda Guerra Mundial

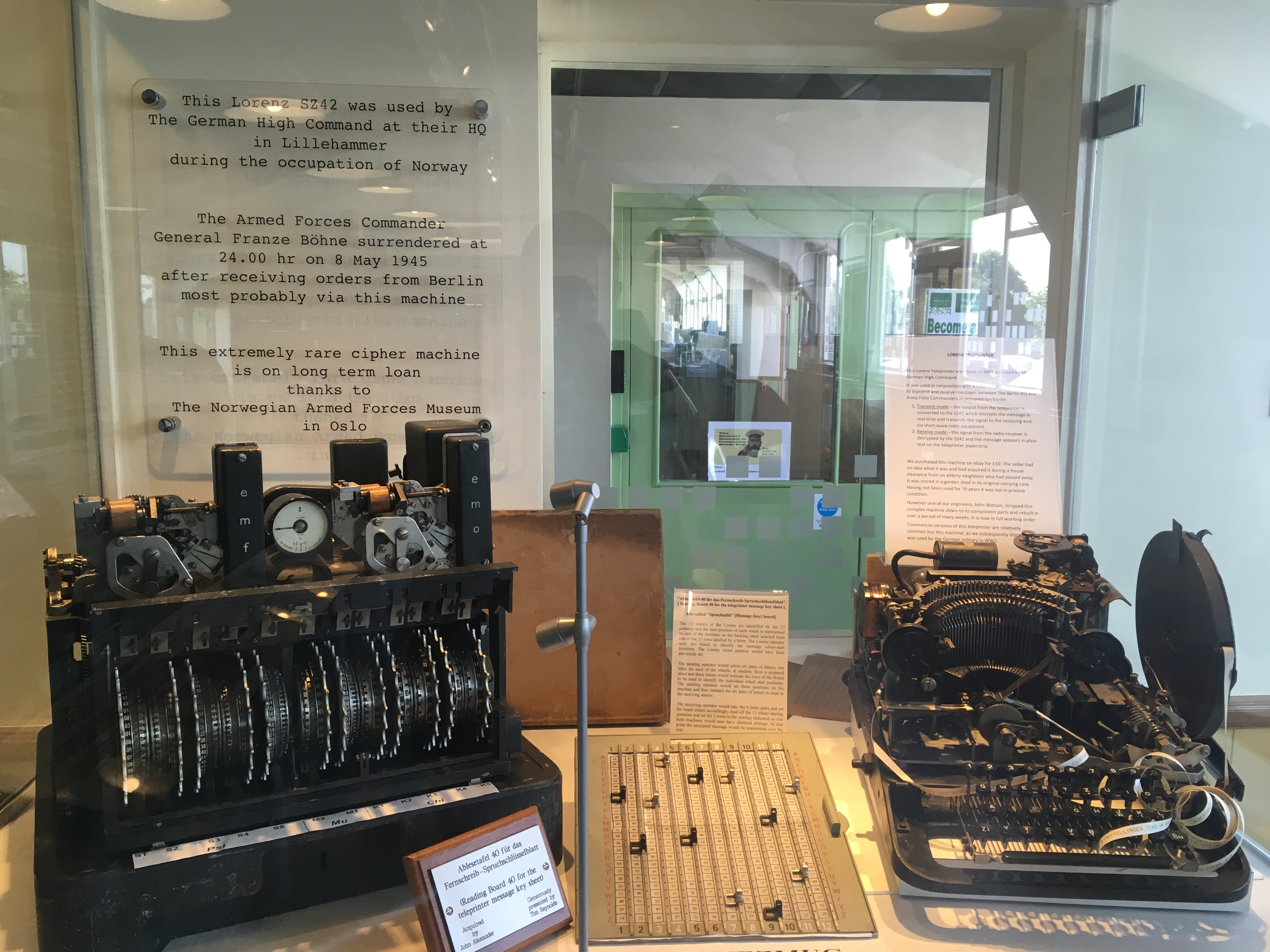
Acessório de teletipo alemão Lorenz SZ42 (à esquerda) e teletipo militar Lorenz (à direita) no Museu Nacional de Computação em Bletchley Park, Inglaterra.

A Segunda Guerra Mundial reviveu a "guerra dos cabos" de 1914-1918. Em 1939, os cabos de propriedade alemã que cruzavam o Atlântico foram cortados mais uma vez e, em 1940, os cabos italianos para a América do Sul e a Espanha foram cortados em retaliação à ação italiana contra dois dos cinco cabos britânicos que ligavam Gibraltar e Malta. A Electra House, sede da Cable & Wireless e estação central de cabos, foi danificada por um bombardeio alemão em 1941.
Os movimentos de resistência na Europa ocupada sabotaram as instalações de comunicação, como as linhas telegráficas, forçando os alemães a usar a telegrafia sem fio, que poderia ser interceptada pela Grã-Bretanha. Os alemães desenvolveram um acessório de teletipo altamente complexo (em alemão: Schlüssel-Zusatz, "acessório de cifra") que era usado para cifrar telegramas, usando a cifra Lorenz, entre o Alto Comando Alemão (OKW) e os grupos do exército no campo. Esses telegramas continham relatórios de situação, planos de batalha e discussões sobre estratégias e táticas. A Grã-Bretanha interceptou esses sinais, diagnosticou como a máquina de criptografia funcionava e descriptografou uma grande quantidade de tráfego de teletipo.

## Fim da era do telégrafo
Nos Estados Unidos, o fim da era do telégrafo pode ser associado à queda da Western Union Telegraph Company. A Western Union era a principal fornecedora de telégrafos dos Estados Unidos e era vista como a melhor concorrente da National Bell Telephone Company. Tanto a Western Union quanto a Bell investiram em tecnologia de telegrafia e telefonia. A decisão da Western Union de permitir que a Bell obtivesse vantagem na tecnologia telefônica foi resultado do fracasso da alta administração da Western Union em prever a superação do telefone em relação ao sistema telegráfico, na época dominante. A Western Union logo perdeu a batalha legal pelos direitos autorais de seus telefones. Isso fez com que a Western Union concordasse com uma posição menor na concorrência telefônica, o que, por sua vez, levou à diminuição do telégrafo.
Embora o telégrafo não tenha sido o foco das batalhas legais que ocorreram por volta de 1878, as empresas afetadas pelos efeitos da batalha eram as principais potências da telegrafia na época. A Western Union acreditava que o acordo de 1878 solidificaria a telegrafia como a comunicação de longo alcance preferida. No entanto, devido às subestimações do futuro do telégrafo e aos contratos ruins, a Western Union entrou em declínio. A AT&T adquiriu o controle operacional da Western Union em 1909, mas renunciou a ele em 1914 sob ameaça de ação antitruste. A AT&T comprou os negócios de correio eletrônico e telex da Western Union em 1990.
Embora os serviços comerciais de telégrafo ainda estejam disponíveis em muitos países, a transmissão geralmente é feita por meio de uma rede de computadores em vez de uma conexão com fio dedicada.